# Workington Rural
Workington Rural var en civil parish 1894–1934 när det uppgick i Winscales och Workington, i grevskapet Cumbria i England. Civil parish var belägen 9 km från Whitehaven och hade 214 invånare år 1931.